# Йоганн Бальтазар фон Кампенгаузен
Барон Бальтазар (Іван Іванович) фон Кампенгаузен (швед. Baltasar von Campenhausen; 1689—1758) — шведський, потім російський державний діяч. Батько Бальтазара Кампенгаузена (1745—1800). Дід Бальтаза́ра Бальтаза́ровича Кампенга́узена, російського державного діяча.
З 1711 року на російській службі. Найвищий пост в кар'єрі Кампенгаузена — посада генерал-губернатора Фінляндії, яку він займав в 1742—1743 рр. Вийшовши у відставку, отримав великі маєтки в Ліфляндії.

## Біографія
Бальтазар фон Кампгаузен був десятим з одинадцяти дітей шведського полковника і віцекоменданта Риги Йоганна Германа фон Кампенгаузена (1641, Стокгольм — 1705, Рига) і Агнеси Маргарети, уродженої Гюльденхофф (1653, Johannisberg —1703, Дерпт). Шестеро з його братів і сестер померли в дитинстві, один з братів був убитий на Північній війні.

## Військова кар'єра
Ще хлопчиком у віці десяти років Бальтазар взяв участь в битві під Нарвою (1700) на стороні Швеції.
З 1703 по 1704 він вчився в ліцеї в Ризі і вийшов з нього секундом.
Після двох років військової служби, він був зарахований до військ генерала Левергаупта і 1707 року був возведений в лейтенанти.
1708 року Кампгаузен був поранений в битві при Лісовій пострілом в голову, а через чотири місяці він повернувся у боротьбу з військами і був возведений в майори.
Після Полтавської битви він біг разом з королем Карлом XII через Дніпро в Бендери, які тоді належали Туреччині.
Восени 1710 року він був посланий з секретною депешою в Швецію, але був заарештований в Польщі і був змушений поступити на російську службу.
В 1712 році він був возведений в полковники Російської армії і взяв участь в найбільших битвах Північної війни, на якій був поранений п'ять разів.
1725 року як один з найстаріших полковників Російської Імператорської армії він був удостоєний честі нести труну на похоронах царя Петра I.
1726 року Кампенгаузен був переведений в генерал-майори Російської Імператорської армії.
1727 року він придбав помістя Ореллен(Orellen також Ungurmuiža) в Ліфляндії, яка згодом стала родовим маєтком дворянського роду фон Кампенгаузен.
1742 року він був возведений в генерал-лейтенанти.
Після звільнення з російської армії, він служив два роки генерал-губернатором Фінляндії з 1742 по 1744 рік.
11 червня 1744 року Бальтазар Кампенгаузен був возведений в барони Шведського королівства.
Склав «Alphabetisches Verzeichniss der Liv- und Esthländer, welche vom Jahr 1700—1747 in Diensten gestanden haben» (в «Neue Nordische Miscellen» A. W. Hupel'я, XVII, 236—252).

## Нагороди
- Орден Щедрост[de]и
- Орден Святого Олександра Невського (15.07.1744)

## Нащадки
Бальтазар фон Кампенгаузен був одружений двічі.
Від першого шлюбу з Маргаритою Лілієнгрин він мав двох дочок і трьох синів.
Один з них барон Кампенгаузен Бальтазар Іванович (1745—1800) — російський таємний радник, сенатор і губернатор Ліфляндії.
Після смерті Маргарет 1733 року він одружився з Геленою Юліаною фон Страельборн, від цього шлюбу залишилися дві доньки.